# Меса дел Салто, Фраксион де Монторо (Агваскалијентес)
Меса дел Салто, Фраксион де Монторо (шп. Mesa del Salto, Fracción de Montoro) насеље је у Мексику у савезној држави Агваскалијентес у општини Агваскалијентес. Насеље се налази на надморској висини од 1882 м.

## Становништво
Према подацима из 2010. године у насељу су живела 3 становника.

### Хронологија
| Година       | 2000         | 2005         | 2010 |
| ------------ | ------------ | ------------ | ---- |
| Становништво | 33 (20 / 13) | 22 (12 / 10) | 3    |

### Попис
| # | Индикатор                     | Вредност |
| - | ----------------------------- | -------- |
| 1 | Укупно домаћинстава           | 2        |
| 2 | Укупно насељених домаћинстава | 2        |
| 3 | Величина локације             | 1        |